# Komunistyczna Partia Albanii (1991)
Komunistyczna Partia Albanii (alb. Partia Komuniste e Shqipërise) – hodżystowska partia polityczna, działająca w Albanii.

## Historia
Partia powstała w 1991 w wyniku rozłamu w Albańskiej Partii Pracy. Przeciwnicy przekształcenia rządzącej partii w Socjalistyczną Partię Albanii, zdecydowali się powrócić do pierwotnej nazwy partii komunistycznej, pod którą działała w latach 1941–1948. Nowa siła polityczna sprzeciwiała się ewolucji programu partii w kierunku socjaldemokratycznym, postulując antyrewizjonizm i kontynuację kursu, realizowanego przez Envera Hodżę. Na czele partii stanął socrealistyczny poeta i autor pieśni patriotycznych Hysni Milloshi. Do partii przystąpiła także wdowa po E. Hodży – Nexhmije Hoxha. Pierwszym poważnym sprawdzianem popularności partii były wybory parlamentarne w 1992, w których wystawiła 31 kandydatów i zdobyła 0,4% głosów.
W lipcu 1992 parlament albański przyjął ustawę zabraniającą działalności partii komunistycznej w Albanii. Kolejną próbę legalizacji partii podjęto w lipcu 1996. Pod zarzutem „nielegalnego kolekcjonowania materiałów zagrażających porządkowi konstytucyjnemu i próby stworzenia partii komunistycznej” aresztowano czterech działaczy (Sami Meta, Kristaq Mosko, Timoshenko Pekmezi i Tare Isufi). Partia doczekała się legalizacji w 1998, kiedy władzę objęła Socjalistyczna Partia Albanii.
W wyborach parlamentarnych 2005 KPA uzyskała 8901 głosów (0,7%). W 2008 działacze partii zorganizowali szereg wieców dla uczczenia 100 rocznicy urodzin Envera Hodży, domagając się referendum dotyczącego odbudowy jego pomników, zniszczonych w latach dziewięćdziesiątych. Skandalem zakończyły się uroczystości w rodzinnej miejscowości Hodży – Gjirokastrze, gdzie działaczy partii nie wpuścił do domu syn Envera, Ilir Hodża, uważany za sympatyka Socjalistycznej Partii Albanii. W wyborach parlamentarnych 2009 partia nie brała udziału.
W 2002 doszło do podziału w łonie partii i wyłonienia się ugrupowania o nazwie Albańska Partia Pracy. Po czterech latach obie grupy ponownie się połączyły, pod wspólnym kierownictwem.
Partia wydaje własne pismo „Głos Prawdy” (alb. Zeri i së Vertetes), ma także swoją młodzieżówkę (Komunistyczna Młodzież Albanii). W 2007 władze partii szacowały, że liczy ona 7000 członków. W wyborach parlamentarnych 2013 partia zdobyła zaledwie 899 głosów, a w wyborach 2017 – 1029 głosów (0,07%). W wyborach parlamentarnych 2021 partia nie wystawiła swoich kandydatów.